# Phoebe alba
Phoebe alba là một loài bọ cánh cứng trong họ Cerambycidae.